# Tomaszów Górny
Tomaszów Górny – zniesiona miejscowość, obecnie w granicach wsi Tomaszów Bolesławiecki w Polsce, położona w województwie dolnośląskim, w powiecie bolesławieckim, w gminie Warta Bolesławiecka. Leży na południe od centrum miejscowości
W latach 1950. stanowił gromadę (sołectwo) w gminie Warta Bolesławiecka, w 1954 włączoną do nowo utworzonej gromady Tomaszów Górny, której został siedzibą.
W latach 1975–1998 miejscowość administracyjnie należała do województwa legnickiego.